# 康定点地梅
康定点地梅（学名：Androsace limprichtii），为报春花科点地梅属下的一个种。

## 扩展阅读
維基物種上的相關：康定点地梅